# Ткачук Микола Васильович
Мико́ла Васи́льович Ткачу́к (19 лютого 1990; с. Ільці, Івано-Франківська область — 27 вересня 2015) — сержант Збройних сил України, учасник російсько-української війни.

## Життєпис
Народився 1990 року в селі Ільці Верховинського району, виростав з п'ятьма братами й сестрами. Закінчив ільцівську ЗОШ, пройшов строкову військову службу, їздив на заробітки (працював на будівництві). Грав у сільській футбольній команді, в її складі брав участь у районних змаганнях.
Активно брав участь у подіях Революції Гідності. 2 березня 2015 року призваний за мобілізацією, пройшов навчання в центрі «Десна». Сержант, командир бойової машини, 130-й окремий розвідувальний батальйон; з 28 травня 2015-го перебував у зоні бойових дій — під Горлівкою, в Широкиному. У вересні журналіст газети «Вісті Верховини» записав із ним інтерв'ю.
27 вересня 2015 року загинув на території військової частини В0798 у селі Пурдівка Новоайдарського району — від вогнепальних кульових поранень грудної клітки, також на тілі виявили ножові поранення. Родині повідомили, що загинув за нез'ясованих обставин.
Похований у селі Ільці.
Мешканці Верховинського району скликали віче, майже 700 людей проголосували за направлення листів-звернень народним депутатам, Голові Верховної Ради, генпрокурору, міністру оборони та голові СБУ (щодо розслідування обставин загибелі).
Без Миколи лишилися мама, брати, сестри.

## Вшанування
- 30 вересня 2016 року в ільцівській ЗОШ відкрито меморіальну дошку Миколі Ткачуку.
- Його іменем названо вулицю в рідному селі[1]